# Eulaira dela
Eulaira dela är en spindelart som beskrevs av Chamberlin och Ivie 1933. Eulaira dela ingår i släktet Eulaira och familjen täckvävarspindlar. Inga underarter finns listade i Catalogue of Life.